# 天华山水库
天华山水库是中国云南省红河哈尼族彝族自治州建水县境内的一座水库，位于塔冲河上，建于1958年。水库正常库容为1120万立方米，集雨面积为64平方千米，海拔为1345米。